# Добротољубље
Добротољубље (грч. φιλοκαλειν) је зборник духовних поука православних монаха из периода IV—XV века. 
Већина текстова говори о искуству исихазма. Зборник је саставио Никодим Светогорац и Макарије из Коринта је први опубликовао зборник на грчком језику 1782. године.
На старословенски језик перевео га је Пајсије Величковски, 1793. године. Превод на руски језик урадио је Теофан Затворник.
Добротољубље има пет томова, а као аутори поука појављују се православни монаси и светитељи:
- Свети Антоније Велики
- Свети Макарије Велики
- Преподобни Исаија Отшелник
- Свети Марко Подвижник
- Ава Евагрије
- Преподобни Теодор Студит
- Свети Јован Касијан
- Преподобни Исихије
- Преподобни Нил Синајски
- Свети Јефрем Сирин
- Свети Јован Лествичник
- Свети преподобни оци Варсануфије и Јован
- Преподобни Ава Доротеј
- Свети Исак Сирин
- Свети Симеон Нови Богослов
- Преподобни Никита Стифат
- Теолипт, митрополит Филаделфијски
- Свети Григорије Синаит
- Никифор Ујединеник
- Свети Григорије Палама
- Калист I Цариградски патријарх и подвижник Игнатије Ксантопули
- Блажени Симеон Солунски
- Преподобни Петар Дамаскин
- Свети Калист Катафигиот
- Блажени Дијадох Фотијски
- Преподобни Јован Карпатски
- Блажени Ава Зосима (Палестински)
- Свети Максим Исповедник
- Блажени Ава Таласије
- Свети Теодор, епископ Едесски
- Преподобни Теодор
- Преподобни Ава Филимон
- Преподобни Теогност
- Преподобни Филотеј Синајски
- Илија пресвитер и Екдик